# Budán születettek listája
Ez a lista a Buda városában 1873. november 17. előtt született – Wikipédiában szereplő vagy szerepeltethető személyek – névsorát tartalmazza.

## Budán születtek
- 1464. február Hunyadi N. magyar királyi herceg, I. Mátyás magyar király és Podjebrád Katalin fia
- 1473. Corvin János magyar trónkövetelő, horvát-szlavón bán, I. Mátyás magyar király és Edelpeck Borbála fia
- 1497. október 28. Batthyány Ferenc magyar főúr, katona, horvát bán (Horvátország, Szlavónia és Dalmácia országrészeké)
- 1500. Peter Haller nagyszebeni polgármester, királyi tanácsos, nagyszebeni királybiró
- 1503. július 23. Jagelló Anna magyar és cseh királyi hercegnő, osztrák főhercegné, magyar, cseh és német királyné, II. Ulászló király és Candale-i Anna lánya
- 1506. július 1. II. Lajos magyar király magyar és cseh királyi herceg, II. Ulászló király és Candale-i Anna egyetlen fia, 1508-tól Magyarország és 1509-től Csehország királya
- 1530 körül Forgách Ferenc bölcsészdoktor, nagyváradi püspök, valóságos belső titkos tanácsos
- 1533. Dudith András a humanizmus fénykorának polihisztor tudósa, reneszánsz magyar irodalom alkotója, pécsi püspök és császári és királyi tanácsos
- 1540. július 7. II. János magyar király János Zsigmond, választott magyar király (rex electus), Erdély első fejedelme
- 1555-1560 között Budai Parmenius István humanista költő, Észak-Amerika felfedező utazója
- 1685. körül Lovro Bračuljević magyarországi horvát irodalmár, ferences rendi szerzetes
- 1685. Bratsuljevich Lőrinc ferences rendi szerzetes
- 1725. Campion Jácint ferences rendi kapisztrán szerzetes
- 1731. Cetto Benedek piarista rendi iskolaigazgató
- 1736. február 15. Horányi Elek piarista szerzetes
- 1738. június 2. Jakosics József kapisztrán szerzetes
- 1747. július 16. Förderer Bertalan karmelita rendi szerzetes
- 1748. március 18. Kiss József vízépítő mérnök, hadmérnök
- 1753. Szalkay Antal nemesi származású katonatiszt, Sándor Lipót főherceg-nádor magántitkára, fordító
- 1766. szeptember 12. Gyulay Albert magyar gróf, császári és királyi altábornagy, a napóleoni háborúkban csapatparancsnok
- 1767. Szentmarjay Ferenc a magyar jakobinusok egyike. A Vérmezőn kivégezték
- 1778. Böhm Károly orvos, egyetemi tanár
- 1779. január 23. Folger Ferenc besztercebányai kanonok
- 1783. Christen Kristóf András budai főorvos
- 1783. december 20. Boros Ferenc a királyi helytartótanács titkára, költő
- 1784. Bach József rabbi, bölcsész
- 1789. december 5. Trattner János Tamás magyar nyomdász, mecénás és könyvkereskedő
- 1791. december 27. Dégen János bölcsészdoktor, császári és királyi tanácsos, egyetemi tanár
- 1793. július 1. Czigler Ignác lekéri apát, magyar-horvát- és szlovák császári és királyi tábori pap és főhelyettes
- 1793. augusztus 12. Kiss Károly katonatiszt, hadtudós, hadtörténész, költő, író, az MTA tagja
- 1794. április 30. Benkert Antal kereskedő, színész
- 1795. Böhm József hegedűművész
- 1797. július 2. Koháry Mária Antónia hercegnő a Koháry család tagja, II. Ferdinánd portugál király édesanyja, az első magyar zeneszerzőnő.
- 1800. Böhm Lipót hegedűművész
- 1801. Mailáth Antal udvari főkancellár
- 1803. november 4. Gonzeczky János tábori lelkész, az 1848–49-es forradalom és szabadságharc vértanúja
- 1805. augusztus 10. Toldy Ferenc irodalomtörténész, kritikus, egyetemi tanár, az MTA tagja, titkára, a Kisfaludy Társaság másodelnöke
- 1807. Dónay János esztergom-egyházmegyei katolikus pap
- 1809 Forty Károly orvos
- 1810 körül Makk József tüzérezredes az 1848–49-es forradalom és szabadságharcban
- 1810. november 8. Fauser Antal Pest érdemes gyógyszerésze, képzett mineralógus
- 1813. április 18. Szalay László magyar történetíró, jogász, liberális politikus és publicista, az MTA tagja és főtitkára
- 1813. szeptember 3. Eötvös József író, miniszter, az MTA és a Kisfaludy Társaság elnöke
- 1814. november 3. Emich Gusztáv könyvkereskedő, kiadó, nyomdász
- 1815 körül Deutsch Mór festőművész
- 1815. szeptember 15. Kováts Gyula paleobotanikus, botanikus, az MTA tagja
- 1816. március 19. Friedrich Ferenc vívómester
- 1816. április 9. Pauler Tivadar jogász, egyetemi tanár, miniszter, az MTA tagja
- 1817. szeptember 14. Habsburg–Lotaringiai Hermina Amália főapátnő osztrák főhercegnő, magyar és cseh királyi hercegnő
- 1817. szeptember 14. István nádor osztrák főherceg, magyar királyi herceg, István nádor néven Magyarország nádora
- 1818. Kunewalder Zsigmond orvosdoktor, gyakorlóorvos
- 1818. február 13. Ebeczky Emil tisztviselő, újságíró
- 1818. március 20. Lenhossék József orvos, anatómus, antropológus, az MTA tagja
- 1818. július 1. Semmelweis Ignác magyar orvos, az „anyák megmentője”
- 1818. december 29. Cziráky János császári és királyi kamarás, valódi belső titkos tanácsos, tárnokmester, jogi doktor, az MTA igazgató tagja
- 1819. július 17. Bellaagh József jogtudor, pesti váltójegyző, az államvizsgálati bizottmány bírói s jogtörténelmi osztályának tagja
- 1819. október 17. Széchen Antal politikus, miniszter, történész, az MTA tagja, a Magyar Történelmi Társulat elnöke
- 1820. Kempf József orvosdoktor
- 1825. Deutsch Vilmos zongoraművész, zeneszerző
- 1825. Éber Nándor országgyűlési képviselő, hírlapíró
- 1827. augusztus 30. Martin Lajos matematikus, feltaláló, az MTA tagja
- 1829. Kempelen Győző gimnáziumi tanár, hírlapíró
- 1829. október 28. Harrer Pál Buda, Pest és Óbuda egyesítése előtt Óbuda első és egyben utolsó polgármestere
- 1830. január 15. Akin Károly bölcsészdoktor, fizikus, az MTA tagja
- 1831. augusztus 18. Kornelije Stanković magyarországi szerb zeneszerző, melográfus
- 1832. október 6. Békey Imre fővárosi királyi tanfelügyelő, miniszteri osztálytanácsos
- 1833. február 8. Lechner Lajos magyar építészmérnök; kora egyik legkiválóbbnak tartott várostervező mérnöke, nagy részt vállalt Budapest első általános rendezési tervének előkészítésében
- 1834. október 23. Fackh Károly politikus, országgyűlési képviselő, miniszteri tanácsos, a Magyar Nyugati Vasút vezérigazgatója, majd elnöke
- 1836. Ábel Károly matematikus, gimnáziumi tanár
- 1836. október 1. Hieronymi Károly mérnök, szabadelvű politikus, belügyminiszter, kereskedelemügyi miniszter
- 1838. május 5. Bozóky János reáliskolai igazgató-tanár
- 1839. március 3. Krenner József mineralógus, ásványkutató, az MTA tagja
- 1840. február 29. Némethy Lajos római katolikus plébános, könyvtáros
- 1841. július 4. Vízvári Gyula színész, rendező, a Nemzeti Színház volt örökös tagja, az Országos magyar királyi Zeneakadémia tanára, a Ferenc József-rend lovagja
- 1842. Ary Ödön jogász
- 1842. augusztus 6. Ráth Péter udvari tanácsos, mérnök, a kassa-oderbergi vasut vezérigazgatója, a Magyar Vasúti és Hajózási Club elnöke, országgyűlési képviselő
- 1844. február 28. Frankel Leó politikus, a párizsi kommün munka- és kereskedelemügyi bizottságának vezetője
- 1844. június 29. Belányi Ferenc magyar királyi pénzügyigazgatósági titkár
- 1845. április 9. Erkel László zongoraművész, karnagy
- 1846. január 2. Erkel Sándor karmester, operaigazgató, zeneszerző
- 1846. január 23. Fellner Simon vasúti felügyelő
- 1847. június 9. Hauszmann Alajos magyar építész, egyetemi tanár, az MTA tagja
- 1848. július 27. Eötvös Loránd magyar fizikus, egyik legismertebb alkotása a nevét viselő torziós inga, egyetemi tanár, vallás- és közoktatási miniszter
- 1848. szeptember 4. Beöthy Zsolt irodalomtörténész, esztéta, egyetemi tanár, az MTA tagja
- 1850. március 27. Baumgarten Izidor kúriai tanácselnök, jogász
- 1850, július 5. Kvassay Jenő vízmérnök, a magyar vízügyi szolgálat jelentős alakja
- 1850. július 8. Péterfy Jenő tanár, irodalomtörténész, esztéta
- 1853. Fischer Sándor takarékpénztári tisztviselő, a Petőfi-társaság tiszteletbeli tagja
- 1853. szeptember 21. Baumgarten Károly jogász
- 1856. december 13. Keleti Vince bölcseleti doktor, főgimnáziumi tanár
- 1859. október 8. Gohl Ödön numizmatikus
- 1860. május 10. Fináczy Ernő pedagógus, egyetemi tanár, az MTA tagja
- 1862. január 5. Bloch József hegedűművész, zenepedagógus
- 1864. február 24. Ambrozovics Dezső újságíró, író, műfordító
- 1864. március 14. Kürschák József matematikus, az MTA igazgató tagja
- 1866. augusztus 4. Tardos Krenner Viktor magyar festőművész, író
- 1868. április 22. Habsburg–Lotaringiai Mária Valéria főhercegnő osztrák főhercegnő, magyar és cseh királyi hercegnő, házassága révén Habsburg-Toscanai főhercegné
- 1869. november 5. Szapáry Frigyes lovassági tábornok, diplomata, nagykövet, nagybirtokos
- 1871. május 19. Ligeti Miklós magyar szobrász
- 1873. október 6. Hollán Sándor államtitkár, MÁV-igazgató, a vörösterror áldozata